# Говорушкин, Василий Степанович

Журнал «Колхозное производство», № 6, июнь 1945 г. Статья «Колхозная гидроцентраль», автор Я.Цветов

XXI внеочередной съезд КПСС 1959 год

Выборы в Депутаты Верховного Совета РСФСЗ, 1959 год

Василий Степанович Говорушкин (12 августа 1902, село Кузьминское, Рязанская губерния — 30 апреля 1978, село Кузьминское, Рязанская область) — председатель сельскохозяйственной артели имени Ленина, затем колхоза имени Ленина села Кузьминское Рыбновского района Рязанской области, Герой Социалистического Труда (1960), депутат Верховного совета РСФСР 3-го, 4-го и 5-го созывов (1951—1963). Его колхоз активно помогал фронту в годы Великой Отечественной войны.

## Биография
Родился 12 августа 1902 года в селе Кузьминское ныне Рыбновского района Рязанской области в крестьянской семье и там окончил начальную школу. Трудовую жизнь начал в 1918 году учеником плотника в городе Рязани. С 1919 по 1924 год работал переписчиком-делопроизводителем Кузьминского Волостного исполнительного комитета, женился на односельчанке Евдокии Павловне Данилиной, 1906 года рождения, и в 1926 году у них родилась дочь Валентина. Для того, чтобы прокормить семью, пять лет проработал плотником в Москве, но вернулся обратно в село.
С 1929 по 1932 год был секретарём Кузьминского совета. В 1932 году был избран председателем Кузьминской сельскохозяйственной артели имени Ленина, а затем — колхоза имени Ленина в селе Кузьминское Рыбновского района Рязанской области и с тех пор бессменно находился на этом посту, проявив себя как талантливый организатор колхозного производства, выступал инициаторов многих начинаний, значение которых выходило далеко за пределы колхоза.
В 1934 году у Говорушкиных родился сын Евгений.
В 1939 году вступил в ВКП(б)/КПСС.
До войны на Говорушкина было совершено покушение, при падении с лошади Василий Степанович получил травму головы, долго восстанавливался, но смог вернуться к работе. Имел врождённое кожное заболевание, его ноги были постоянно раздражёнными до крови, трудно было долго ходить и находиться в сапогах, что стало причиной того, что Говорушкин не был призван на фронт. В годы Великой Отечественной войны продолжил руководство колхозом.
На 1 января 1941 года уже в объединённом колхозе было 295 хозяйств с числом членов 1117 человек, из них трудоспособных — 317. В 1940 году в посеве было 307 гектаров ржи. С них собрано по 8,2 центнера зерна. Посеяно только 18 гектаров озимой пшеницы, собран урожай по 11 центнеров. Яровая пшеница занимала 112 гектаров и дала по 6 центнеров. Овёс засевался на 239 гектарах. Его урожай был 8,8 центнера с гектара. Сеялось 40 гектаров проса, сажалось 173 гектара картофеля и 37 га овощей. В колхозе имелось 186 лошадей, 141 голова крупного рогатого скота, в том числе коров — 51, свиней — 84, овец — 150, птицы — 357, пчёл — 20 семей. Валовой надой молока за 1940 год составил 165,3 тонны, а сдача его государству — 32,7 тонны. Мяса было произведено 70,1 тонны, настриг шерсти — 251 килограмм. Денежный доход за 1940 год составил 237 313 рублей. Основных средств было 412 670 рублей. Отчислено на капитальное строительство — 84 775 рублей.
В Великую Отечественную войну труженики Рыбновского района, в основном женщины, изыскивали возможности, чтобы чем-то порадовать воинов на фронте. Одним из таких проявлений заботы стал сбор и отправка фронтовикам Новогодних подарков. Подарки же вручать фронтовикам поручали тем, кто лучше организовал их сбор. Встречать новый 1942 год  на линии фронта вместе с бойцами Красной Армии и вручать им подарки доверили председателю Говорушкину.
В суровые годы войны колхозники поставили Родине тысячи тонн продуктов земледелия и животноводства, обеспечивая фронт и тыл продуктами питания. По собственной инициативе жители села Кузьминское собрали полмиллиона рублей на строительство танковой колонны «Рязанский колхозник». Много личных сбережений передано кузьминцами в фонд обороны страны.В суровые годы Великой Отечественной войны колхозники колхоза имени Ленина Рыбновского района Рязанской области поставили Родине тысячи тонн продуктов земледелия и животноводства, обеспечивая фронт и тыл продуктами питания.

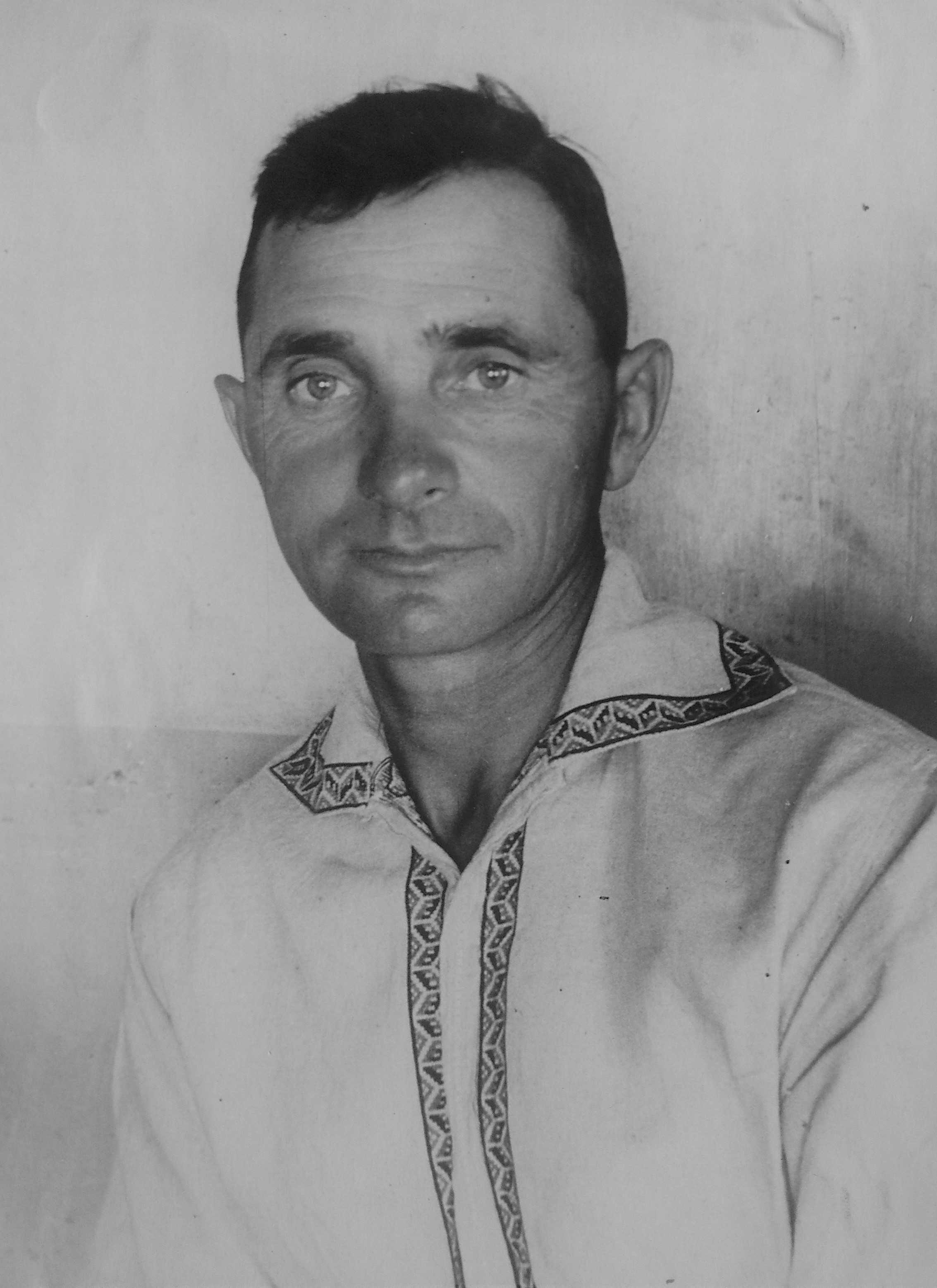
Говорушкин Василий Степанович 1948 год

Ещё до войны, соседний колхоз в деревне Федякино закупил динамо-машины и электродвигатель. В деревне началась электрификация. Перспективы применения электричества тогда казались фантастикой – электрический водопровод, электрическая лесопилка, засветится высокий и красивый берег реки Оки! В каждом доме будет гореть лампочка! Однако война остановила эту инициативу, все топливные ресурсы ушли на фронт. Но именно тогда, в годы войны, в 1944 году председатели колхозов Федякинского, Кузьминского, Константиново и ещё 45 колхозов области решили строить свою гидростанцию, чтобы получать электричество от энергии воды реки Оки. Правительство СССР их поддержало и, по решению СНК СССР от 18 января 1945 года, начальником строительства был назначен Говорушкин. С помощью приглашённых специалистов, с инженером Александром Матвеевичем Морозовым, был составлен подробный инженерный проект гидроэлектростанции, мощностью 700 киловатт, произведены расчёты необходимых ресурсов – 150 тысяч трудодней, 6 миллионов рублей. Труженики мечтали осуществить стройку в рекордные 10 месяцев, чтоб в день 28 годовщины Великой Октябрьской революции, в 1945 году по проводам пошёл первый ТОК. Но строительство затянулось и гидроэлектростанция была сдана в 1947 году. А само строительство межколхозной электростанции началось зимой победного 1945 года у плотины шлюза, постройки 1911 года. Колхозы послали своих людей на строительство, женщины, старики, подростки рубили полыньи, возводили на берегу мастерские, сараи, кузницы. Семидесятилетний плотник из Кузьминского, Михаил Иванович Щедрин, рубил ряжи, удивляя всех ловкостью и быстротой. Промёрзший грунт выбирали федякинские, истобниковские, чурилковские землекопы – девушки Мария Култкова, Наталья Прокофьева, Екатерина Маркина, Аграфена Архипова, чтобы успеть до паводка построить перемычки. Стройка шла и по ночам. Успели, а весной и летом настала пора заливки бетона, в общем случае вынуто из котлована 4500 кубометров грунта, произведено 4000 кубометров бетонных работ, поставлено около 6000 столбов, соорудили подводящий и отводящий каналы, здание станции, линии электропередач – кольцо около 200 километров. Свои проектные 1000 киловатт в час ГЭС дала в 1947 году, а 17 октября 1948 года состоялось торжественное открытие пионера колхозной гидроэлектроэнергетики Рязанской области.  В память о строительстве ГЭС в машинном зале была установлена мемориальная доска с текстом: «ГЭС сооружена по решению СНК СССР от 18 января 1945 года силами колхозников Рыбновского района Рязанской области. Руководители строительства: инженер Петров П.В. и председатель колхоза имени Ленина Говорушкин В.С.».
После возведения Кузьминской ГЭС Рыбновский район стал первым в Рязанской области районом сплошной электрификации. В нём не осталось ни одного населенного пункта, где бы в домах не горели электрические лампочки. К 1 мая 1949 года были электрифицированы все колхозы, 2 совхоза и машинно-тракторная станция (МТС). Электрический ток был подведён к 59 школам, 29 больницам и медпунктам, 55 клубам, библиотекам и избам-читальням, 16 мельницам, 155 общественным и животноводческим помещениям, 55 молотильным токам и более чем к 7 тысячам домов. К домам провели водопровод, построили небольшой кирпичный завод, электрическую лесопилку. В селах стали чаще демонстрировать кинофильмы, ставить спектакли, концерты, проводить вечера отдыха. Электричество позволяло экономить по меньшей мере 60 тысяч человеко-дней в год. На полевых работах в районе использовались электрические тракторы: стоимость обработки гектара земли снизилась вчетверо. Кроме того, здесь прошли испытание электрические комбайны, в том числе новая модель самоходного электрокомбайна, созданного Таганрогским заводом имени Сталина.
В 1957 году за успехи, достигнутые в работе по увеличению производства продуктов животноводства, широкое применение достижений науки и передового опыта в раздое коров, выращивании молодняка и откорме свиней награждён орденом Ленина.
Делегат Внеочередного XXI съезда Коммунистической партии Советского Союза (27 января — 5 февраля 1959 года). Избран под номером 259 с правом решающего голоса от Рязанской области среди 1375 делегатов.
Указом Президиума Верховного Совета СССР от 8 января 1960 года за выдающиеся успехи, достигнутые в деле увеличения в 1959 году производства мяса в колхозах и совхозах в 3,8 раза и продажи мяса государству в целом по области в три раза больше, чем в 1958 году, увеличения производства и продажи государству также других сельскохозяйственных продуктов, Говорушкину Василию Степановичу присвоено звание Героя Социалистического Труда с вручением ордена Ленина и золотой медали «Серп и Молот».
Данным Указом звание Героя Социалистического Труда было присвоено 32 партийным и советским работникам, председателям колхозов и рядовым труженикам Рязанской области. Двумя неделями ранее это звание было присвоено и автору «рязанского чуда» первому секретарю Рязанского обкома КПСС А. Н. Ларионову.
Руководил колхозом до выхода на заслуженный отдых.
Жил в селе Кузьминское Рыбновского района, Рязани и Москве. Умер 30 апреля 1978 года. Похоронен на Николо-Архангельском кладбище в Москве.
Депутат Верховного Совета РСФСР 3—5 созывов (1951—1963). Делегат XXI съезда КПСС (1959).
Награждён 2 орденами Ленина (07.02.1957; 08.01.1960), медалями.